# 強納生·荷馬·萊恩
強納生·荷馬·萊恩（英語：Jonathan Homer Lane，1819年8月9日—1880年5月3日）是一位美國天文學家和發明家。

## 生平
萊恩生於美國紐約州，雙親是馬克·萊恩和亨麗埃塔·萊恩（婚前姓 Tenny）。萊恩在新罕布夏州埃克塞特的菲利普斯埃克塞特学院畢業後進入耶魯大學就讀，並於1846年取得學位。之後萊恩任職於美國專利局，1851年升任主要審查員。1869年他進入美國財政部轄下的度量衡處（今國家標準技術研究所）任職。
萊恩對天文學特別感興趣，並且是把太陽當成氣體球進行數學分析的第一人。他的研究指出太陽壓力、溫度和密度的熱力學關係，成為未來恆星演化理論的基礎（參見莱恩－埃姆登方程）。

## 評價
天文學家西蒙·紐康在他的回憶錄中提及萊恩是「一個特別具前瞻性和極度有禮貌的矮小男人。他並不外露他的才智，而是專心聽別人說話的內容，但我注意到他從來不說關於自己的任何一句話」。紐康在回憶錄中提及了他帶領萊恩相關研究中扮演的角色。1876年威廉·汤姆森注意到了這項研究並讓它廣為傳播，紐康寫下「這是相當奇怪的，這樣一個思想敏銳的人從沒有取得什麼其他的意義」。

## 紀念
- 月球上的萊恩環形山
- 莱恩－埃姆登方程（與羅伯特·埃姆登）

## 傳記
- Lane, J. H., "On the Theoretical Temperature of the Sun", 1870, American Journal of Science.
- Newcomb, S (1903) The Reminiscences of an Astronomer, pp. 246–249. (Reissued by Cambridge University Press, 2010. ISBN 978-1-108-01391-8)

## 外部連結
- National Academy of Sciences Biographical Memoir （页面存档备份，存于）
- NNDB Jonathan Homer Lane （页面存档备份，存于）
- - Memoir of Jonathan Homer Lane by Cleveland Abbe （页面存档备份，存于）
- - T. J. J. See, Historical sketch of J. Homer Lane, April 1906, Popular Astronomy, Vol. XIV, No. 4